# 徳島都市圏
徳島都市圏（とくしまとしけん）とは、徳島県の徳島市を中心とする都市圏のことである。

## 概要
徳島県の北東部に位置し、高松都市圏と隣接する。また姫路、神戸、大阪及び和歌山都市圏と瀬戸内海を挟んで対峙している。徳島における都市雇用圏の人口は、680,467人となっている（2010年）。順位については下のとおりである。また、域内総生産は約2兆4916億円である。
- 全国47都道府県中：27位
  - 47都道府県庁所在地中：23位

- 四国4県中：2位
- 近畿9府県中：5位
- 中四国9県中：4位

徳島都市圏の特徴として、以下のようなものがある。
1. 徳島市（中心市）の人口が、四国の他の県庁所在地よりも少なく、また面積が狭い。そして四国の県庁所在地の中で唯一平成の大合併を行っていない。
2. 徳島市（中心市）に隣接している松茂町、北島町、藍住町及び石井町など郊外の人口が増加傾向にある一方、徳島市や鳴門市などの核都市のそれは減少傾向にある。
3. モータリゼーションが浸透しており、都市圏内を貫く国道11号、国道55号、国道192号沿いの市町の住民を中心に自家用自動車を用いての通勤が盛んである。また、それに伴う交通渋滞の発生が顕著である。
4. 徳島都市圏の人口680,467人に対し、徳島県の人口は785,491人（ともに2010年国勢調査より）であり、同都市圏に県の人口の 86.6% が集中している。
5. 徳島市が中心市となり、小松島市及び勝浦郡・名東郡・名西郡・板野郡の全町村と定住自立圏協定を締結している。

## 定義

### 10% 都市圏
2010年国勢調査の基準では徳島市を中心都市とした6市10町1村で都市雇用圏を構成し、2015年の人口は659,744人である。一般的な都市圏の定義については都市圏を参照のこと。
通勤率が最も高い自治体は北島町の32.84%であり、以下は通勤率上位5つの自治体である。
| 順位 | 自治体     | 通勤率 |
| ---- | ---------- | ------ |
| 1    | 北島町     | 32.8%  |
| 2    | 石井町     | 31.9%  |
| 3    | 藍住町     | 28.3%  |
| 4    | 小松島市   | 27.0%  |
| 5    | 佐那河内村 | 26.5%  |

都市雇用圏（10% 通勤圏）の変遷
- 都市雇用圏を構成しない自治体は、各統計年の欄で灰色かつ「-」で示す。

| 自治体 ('80) | 1980年                 | 1990年                 | 1995年                 | 2000年                 | 2005年                 | 2010年                 | 2015年                 | 自治体 （現在） |
| ------------ | ---------------------- | ---------------------- | ---------------------- | ---------------------- | ---------------------- | ---------------------- | ---------------------- | --------------- |
| 市場町       | -                      | -                      | -                      | -                      | 徳島 都市圏 62万0735人 | 徳島 都市圏 68万0467人 | 徳島 都市圏 65万9744人 | 阿波市          |
| 阿波町       | -                      | -                      | -                      | -                      | 徳島 都市圏 62万0735人 | 徳島 都市圏 68万0467人 | 徳島 都市圏 65万9744人 | 阿波市          |
| 土成町       | -                      | 徳島 都市圏 58万4034人 | 徳島 都市圏 59万4509人 | 徳島 都市圏 59万5653人 | 徳島 都市圏 62万0735人 | 徳島 都市圏 68万0467人 | 徳島 都市圏 65万9744人 | 阿波市          |
| 吉野町       | 徳島 都市圏            | 徳島 都市圏 58万4034人 | 徳島 都市圏 59万4509人 | 徳島 都市圏 59万5653人 | 徳島 都市圏 62万0735人 | 徳島 都市圏 68万0467人 | 徳島 都市圏 65万9744人 | 阿波市          |
| 鳴門市       | 鳴門 都市圏 6万3414人  | 徳島 都市圏 58万4034人 | 徳島 都市圏 59万4509人 | 徳島 都市圏 59万5653人 | 徳島 都市圏 62万0735人 | 徳島 都市圏 68万0467人 | 徳島 都市圏 65万9744人 | 鳴門市          |
| 上板町       | 徳島 都市圏 47万8772人 | 徳島 都市圏 58万4034人 | 徳島 都市圏 59万4509人 | 徳島 都市圏 59万5653人 | 徳島 都市圏 62万0735人 | 徳島 都市圏 68万0467人 | 徳島 都市圏 65万9744人 | 上板町          |
| 板野町       | 徳島 都市圏 47万8772人 | 徳島 都市圏 58万4034人 | 徳島 都市圏 59万4509人 | 徳島 都市圏 59万5653人 | 徳島 都市圏 62万0735人 | 徳島 都市圏 68万0467人 | 徳島 都市圏 65万9744人 | 板野町          |
| 藍住町       | 徳島 都市圏 47万8772人 | 徳島 都市圏 58万4034人 | 徳島 都市圏 59万4509人 | 徳島 都市圏 59万5653人 | 徳島 都市圏 62万0735人 | 徳島 都市圏 68万0467人 | 徳島 都市圏 65万9744人 | 藍住町          |
| 北島町       | 徳島 都市圏 47万8772人 | 徳島 都市圏 58万4034人 | 徳島 都市圏 59万4509人 | 徳島 都市圏 59万5653人 | 徳島 都市圏 62万0735人 | 徳島 都市圏 68万0467人 | 徳島 都市圏 65万9744人 | 北島町          |
| 松茂町       | 徳島 都市圏 47万8772人 | 徳島 都市圏 58万4034人 | 徳島 都市圏 59万4509人 | 徳島 都市圏 59万5653人 | 徳島 都市圏 62万0735人 | 徳島 都市圏 68万0467人 | 徳島 都市圏 65万9744人 | 松茂町          |
| 徳島市       | 徳島 都市圏 47万8772人 | 徳島 都市圏 58万4034人 | 徳島 都市圏 59万4509人 | 徳島 都市圏 59万5653人 | 徳島 都市圏 62万0735人 | 徳島 都市圏 68万0467人 | 徳島 都市圏 65万9744人 | 徳島市          |
| 小松島市     | 徳島 都市圏 47万8772人 | 徳島 都市圏 58万4034人 | 徳島 都市圏 59万4509人 | 徳島 都市圏 59万5653人 | 徳島 都市圏 62万0735人 | 徳島 都市圏 68万0467人 | 徳島 都市圏 65万9744人 | 小松島市        |
| 勝浦町       | 徳島 都市圏 47万8772人 | 徳島 都市圏 58万4034人 | 徳島 都市圏 59万4509人 | 徳島 都市圏 59万5653人 | 徳島 都市圏 62万0735人 | 徳島 都市圏 68万0467人 | 徳島 都市圏 65万9744人 | 勝浦町          |
| 佐那河内村   | 徳島 都市圏 47万8772人 | 徳島 都市圏 58万4034人 | 徳島 都市圏 59万4509人 | 徳島 都市圏 59万5653人 | 徳島 都市圏 62万0735人 | 徳島 都市圏 68万0467人 | 徳島 都市圏 65万9744人 | 佐那河内村      |
| 神山町       | 徳島 都市圏 47万8772人 | 徳島 都市圏 58万4034人 | 徳島 都市圏 59万4509人 | 徳島 都市圏 59万5653人 | 徳島 都市圏 62万0735人 | 徳島 都市圏 68万0467人 | 徳島 都市圏 65万9744人 | 神山町          |
| 石井町       | 徳島 都市圏 47万8772人 | 徳島 都市圏 58万4034人 | 徳島 都市圏 59万4509人 | 徳島 都市圏 59万5653人 | 徳島 都市圏 62万0735人 | 徳島 都市圏 68万0467人 | 徳島 都市圏 65万9744人 | 石井町          |
| 鴨島町       | 徳島 都市圏 47万8772人 | 徳島 都市圏 58万4034人 | 徳島 都市圏 59万4509人 | 徳島 都市圏 59万5653人 | 徳島 都市圏 62万0735人 | 徳島 都市圏 68万0467人 | 徳島 都市圏 65万9744人 | 吉野川市        |
| 川島町       | 徳島 都市圏 47万8772人 | 徳島 都市圏 58万4034人 | 徳島 都市圏 59万4509人 | 徳島 都市圏 59万5653人 | 徳島 都市圏 62万0735人 | 徳島 都市圏 68万0467人 | 徳島 都市圏 65万9744人 | 吉野川市        |
| 山川町       | 徳島 都市圏 47万8772人 | 徳島 都市圏 58万4034人 | 徳島 都市圏 59万4509人 | 徳島 都市圏 59万5653人 | 徳島 都市圏 62万0735人 | 徳島 都市圏 68万0467人 | 徳島 都市圏 65万9744人 | 吉野川市        |
| 羽ノ浦町     | 徳島 都市圏 47万8772人 | 徳島 都市圏 58万4034人 | 徳島 都市圏 59万4509人 | 徳島 都市圏 59万5653人 | 徳島 都市圏 62万0735人 | 徳島 都市圏 68万0467人 | 徳島 都市圏 65万9744人 | 阿南市          |
| 那賀川町     | -                      | 徳島 都市圏 58万4034人 | 徳島 都市圏 59万4509人 | 徳島 都市圏 59万5653人 | 徳島 都市圏 62万0735人 | 徳島 都市圏 68万0467人 | 徳島 都市圏 65万9744人 | 阿南市          |
| 阿南市       | -                      | -                      | -                      | -                      | -                      | 徳島 都市圏 68万0467人 | 徳島 都市圏 65万9744人 | 阿南市          |
| 美郷村       | -                      | -                      | -                      | -                      | 徳島 都市圏            | 徳島 都市圏 68万0467人 | 徳島 都市圏 65万9744人 | 吉野川市        |
| 日和佐町     | -                      | -                      | -                      | -                      | -                      | 徳島 都市圏 68万0467人 | 徳島 都市圏 65万9744人 | 美波町          |
| 由岐町       | -                      | -                      | -                      | -                      | -                      | 徳島 都市圏 68万0467人 | 徳島 都市圏 65万9744人 | 美波町          |
| 鷲敷町       | -                      | -                      | -                      | -                      | -                      | 徳島 都市圏 68万0467人 | 徳島 都市圏 65万9744人 | 那賀町          |
| 相生町       | -                      | -                      | -                      | -                      | -                      | 徳島 都市圏 68万0467人 | 徳島 都市圏 65万9744人 | 那賀町          |
| 上那賀町     | -                      | -                      | -                      | -                      | -                      | 徳島 都市圏 68万0467人 | 徳島 都市圏 65万9744人 | 那賀町          |
| 木沢村       | -                      | -                      | -                      | -                      | -                      | 徳島 都市圏 68万0467人 | 徳島 都市圏 65万9744人 | 那賀町          |
| 木頭村       | -                      | -                      | -                      | -                      | -                      | 徳島 都市圏 68万0467人 | 徳島 都市圏 65万9744人 | 那賀町          |

- 2004年10月1日：鴨島町・川島町・山川町・美郷村が合併して吉野川市となった。
- 2005年3月1日 : 那賀郡の鷲敷町・相生町・上那賀町・木沢村・木頭村が合併して那賀町となった。
- 2005年4月1日：板野郡吉野町・土成町、阿波郡市場町・阿波町が新設合併して阿波市となった。
- 2006年3月1日 : 海部郡の日和佐町、由岐町が合併して美波町となった。
- 2006年3月20日：阿南市が那賀川町と羽ノ浦町を編入合併した。

## 道路網
交差点
- 徳島本町交差点
- かちどき橋

放射状道路
- 国道11号（吉野川バイパス）
- 国道28号（旧国道11号）
- 国道55号（徳島南バイパス）
- 国道192号
- 国道438号
- 徳島県道・香川県道1号徳島引田線
- 徳島県道30号徳島鴨島線（田宮街道）
- 徳島県道38号沖ノ洲徳島本町線
- 徳島県道39号徳島鳴門線
- 徳島県道41号徳島北灘線
- 徳島県道120号徳島小松島線

環状道路
- 都市計画道路住吉万代園瀬橋線（内環状線）
- 徳島県道29号徳島環状線（西・北・東環状線）
- 国道192号（南環状線）

高速道路
- 神戸淡路鳴門自動車道
- 高松自動車道
- 徳島自動車道